# Hidalgo (Illinois)
Hidalgo es una villa ubicada en el condado de Jasper en el estado estadounidense de Illinois. En el Censo de 2010 tenía una población de 106 habitantes y una densidad poblacional de 118,97 personas por km².

## Geografía
Hidalgo se encuentra ubicada en las coordenadas 39°9′21″N 88°8′57″O / 39.15583, -88.14917. Según la Oficina del Censo de los Estados Unidos, Hidalgo tiene una superficie total de 0.89 km², de la cual 0.89 km² corresponden a tierra firme y (0 %) 0 km² es agua.

## Demografía
Según el censo de 2010, había 106 personas residiendo en Hidalgo. La densidad de población era de 118,97 hab./km². De los 106 habitantes, Hidalgo estaba compuesto por el 99.06 % blancos, el 0 % eran afroamericanos, el 0 % eran amerindios, el 0 % eran asiáticos, el 0 % eran isleños del Pacífico, el 0 % eran de otras razas y el 0.94 % pertenecían a dos o más razas. Del total de la población el 0 % eran hispanos o latinos de cualquier raza.